# Anything Box
Anything Box es una banda de synthpop originaria de Paterson, New Jersey, mayormente conocidos por sus éxitos Living in Oblivion y Carmen.

El nombre de la banda proviene del título de un libro de Zenna Anderson, The Anything Box.

## Historia
Anything Box comenzó cuando entre 1988-89, el argentino, nacido en Rosario, Claude Strilio -también conocido como the Claw- formó un dueto con Dania Morales hija de ecuatorianos. Juntos viajaron a California donde Paul Rijnders se unió al grupo.

Con esta formación editaron su primer álbum Peace en 1990, que incluía Living In Oblivion (tema que ya había aparecido en algunos demos en 1988 y que fue el sencillo adelanto en 1989), Carmen y Kiss of Love.

En 1992, contratan al productor Gareth Jones (quien trabajó con Erasure y Depeche Mode, entre otros) para Worth, su segundo álbum, cuyo lanzamiento se vio empañado por una disputa de la banda con su compañía discográfica, lo que hizo que sólo se editara en muy pequeños volúmenes para el club de fanes.

Con múltiples cambios en su alineación, la banda sigue en actividad desde entonces.

## Discografía
- Peace, (1990)
- Worth, (1992)
- Hope, (1993)
- Elektrodelica, (1997)
- The Universe Is Expanding, (2001)
- The Effects of Stereo TV, (2003)
- Future Past, Fan Tapes and Time Travel, (2007)[2]